# Richard Portman
Pour les articles homonymes, voir Portman.
Richard Portman est un ingénieur du son américain, né le 2 avril 1934 à Los Angeles (Californie) et mort le 28 janvier 2017 à Tallahassee (Floride).

## Biographie
Richard Portman est un ingénieur du son comme son père Clem Portman (en). Il fait son apprentissage à la fin des années 1950 aux studios Goldwyn sous la direction de Gordon E. Sawyer,. Il y reste plusieurs années en gravissant les échelons.
À la fin des années 1970, il rejoint Robert Altman chez Lions Gate Film, puis au début des années 1980 est engagé par Walt Disney Productions, puis de 1989 à 1994 par Todd-AO,.
Il enseigna au College of Motion Picture Arts de l'université d'État de Floride.

## Filmographie (sélection)
- 1963 : Un monde fou, fou, fou, fou (It's a Mad, Mad, Mad, Mad World) de Stanley Kramer
- 1968 : L'Affaire Thomas Crown (The Thomas Crown Affair) de Norman Jewison
- 1970 : Little Big Man d'Arthur Penn
- 1970 : L'Ultime Randonnée (Little Fauss and Big Halsy) de Sidney J. Furie
- 1971 : Harold et Maude (Harold and Maude) d'Hal Ashby
- 1971 : Kotch de Jack Lemmon
- 1971 : Ce plaisir qu'on dit charnel (Carnal Knowledge) de Mike Nichols
- 1972 : Juge et Hors-la-loi (The Life and Times of Judge Roy Bean) de John Huston
- 1972 : Guet-apens (The Getaway) de Sam Peckinpah
- 1972 : L'Homme de la Manche (Man of La Mancha) d'Arthur Hiller
- 1972 : Junior Bonner, le dernier bagarreur (Junior Bonner) de Sam Peckinpah
- 1972 : Votez Mc Kay (The Candidate) de Michael Ritchie
- 1972 : Le Parrain (The Godfather) de Francis Ford Coppola
- 1973 : Le Jour du dauphin (The Day of the Dolphin) de Mike Nichols
- 1973 : Papillon de Franklin J. Schaffner
- 1973 : La Dernière Corvée (The Last Detail) d'Hal Ashby
- 1973 : Jonathan Livingston le goéland (Jonathan Livingston Seagull) d'Hall Bartlett
- 1973 : Nos plus belles années (The Way We Were) de Sydney Pollack
- 1973 : La Barbe à papa (Paper Moon) de Peter Bogdanovich
- 1974 : Frankenstein Junior (Young Frankenstein) de Mel Brooks
- 1974 : Le Canardeur (Thunderbolt and Lightfoot) de Michael Cimino
- 1975 : Adieu ma jolie (Farewell, My Lovely) de Dick Richards
- 1975 : Nashville de Robert Altman
- 1975 : La Brigade du Texas (Posse) de Kirk Douglas
- 1975 : Funny Lady d'Herbert Ross
- 1976 : Buffalo Bill et les Indiens (Buffalo Bill and the Indians, or Sitting Bull's History Lesson) de Robert Altman
- 1976 : La Dernière Folie de Mel Brooks (Silent Movie) de Mel Brooks
- 1977 : À la recherche de Mister Goodbar (Looking for Mr. Goodbar) de Richard Brooks
- 1977 : New York, New York de Martin Scorsese
- 1977 : Star Wars, épisode IV : Un nouvel espoir (Star Wars Episode IV: A New Hope) de George Lucas
- 1977 : Trois femmes (3 Women) de Robert Altman
- 1977 : La Théorie des dominos (The Domino Principle) de Stanley Kramer
- 1978 : Voyage au bout de l'enfer (The Deer Hunter) de Michael Cimino
- 1979 : Quintet de Robert Altman
- 1980 : La Porte du paradis (Heaven's Gate) de Michael Cimino
- 1980 : Nashville Lady (Coal Miner's Daughter) de Michael Apted
- 1981 : La Maison du lac (On Golden Pond) de Mark Rydell
- 1981 : La Fièvre au corps (Body Heat) de Lawrence Kasdan
- 1984 : La Rivière (The River) de Mark Rydell
- 1984 : Splash de Ron Howard
- 1985 : Wanda's Café (Trouble in Mind) d'Alan Rudolph
- 1985 : Taram et le chaudron magique (The Black Cauldron) de Ted Berman et Richard Rich
- 1986 : Basil, détective privé (The Great Mouse Detective) de Ron Clements et al.
- 1986 : La Loi de Murphy (Murphy's Law) de J. Lee Thompson
- 1990 : Présumé Innocent (Presumed Innocent) d'Alan J. Pakula
- 1992 : La Main sur le berceau (The Hand That Rocks the Cradle) de Curtis Hanson
- 1993 : L'Affaire Pélican (The Pelican Brief) d'Alan J. Pakula
- 1995 : Dolores Claiborne de Taylor Hackford
- 1999 : Gloria de Sidney Lumet

## Distinctions
- en 1998, la Cinema Audio Society lui a décerné un prix pour l'ensemble de sa carrière

### Récompenses
| British Academy Film Award du meilleur son - en 1976 pour Nashville - en 1979 pour Star Wars, épisode IV | Oscar du meilleur mixage de son - en 1979 pour Voyage au bout de l'enfer |

### Nominations
| British Academy Film Award du meilleur son - en 1978 pour New York, New York - en 1980 pour Voyage au bout de l'enfer - en 1982 pour Nashville Lady | Oscar du meilleur mixage de son - en 1972 pour Kotch le papy sitter - en 1973 pour Votez Mc Kay et pour Le Parrain - en 1974 pour Le Jour du dauphin et pour La Barbe à papa - en 1975 pour Frankenstein Junior - en 1976 pour Funny Lady - en 1981 pour Nashville Lady - en 1982 pour La Maison du lac - en 1985 pour La Rivière |